# Женевская консерватория
Женевская консерватория (фр. Conservatoire de musique de Genève) — старейшая из консерваторий Швейцарии, основанная в 1835 году меценатом Франсуа Бартолони и расположенная в Женеве (часть занятий проходит в Невшателе). После структурной реформы 1971 года объединяет Женевскую школу музыки (фр. L'École de Musique de Genève), в которой обучаются любители музыки, и Женевскую Высшую школу музыки (фр. La Haute École de Musique de Genève), в которой происходит обучение профессиональных музыкантов. В состав консерватории входят Центр старинной музыки, учреждённый в 1975 году, и факультет музыки и движения, восходящий к Институту ритма Жака-Далькроза и во многом опирающийся на его методику. Консерватория является также одним из соучредителей Международного конкурса исполнителей в Женеве (с 1939 года).

## Директора консерватории
- Натан Блок (1835—1849)
- Жюль Делакур (1849—1859)
- Ами Жирар (1859—1892)
- Фердинанд Хельд (1892—1925)
- Анри Ганьебен (1925—1957)
- Самюэль Бо-Бови (1957—1970)
- Клод Виала (1970—1992)
- Филипп Динкель (1992—2021)
- Беатрис Заводник (с 2022 г.)

## Известные преподаватели
- Хосе де Аспиасу
- Отто Барблан
- Альберто Бочини
- Жозе Виана да Мотта
- Гарри Датинер
- Эмиль Жак-Далькроз
- Кристиана Жакоте
- Жак Зон
- Мишель Корбоз
- Юг Кюэно
- Ференц Лист
- Анри Марто
- Марсель Моиз
- Уильям Монтилье
- Франко Петракки
- Бернар Рейшель
- Коррадо Романо
- Йожеф Сигети
- Бернхард Ставенхаген
- Габор Такач-Надь
- Ханс Фриба

## Известные выпускники
- Микаэль Жаррель
- Эмманюэль Ледюк-Баром
- Эмиль Фрай
- Здзислав Янке
- Михаил Тодоров